# Heri-ab wia
Heri-ab wia ist die Bezeichnung eines altägyptischen Dekans, der vier Dekan-Sterne umfasste. Der auffälligste Stern konnte als der bläulich-weißen Doppelstern Nunki im Sternbild Schütze identifiziert werden.
In den Dekanlisten der Sethos-Schrift repräsentierte Heri-ab wia am Leib der Nut den 14. Dekan. Der heliakische Aufgang war für den 16. Achet I angesetzt und hatte als Datierungsgrundlage die verfügte Anordnung unter Sesostris III. (12. Dynastie) in dessen siebtem Regierungsjahr.
Heri-ab wia gehörte zum altägyptischen Sternbild Schaf. Aufgrund der Extinktion ist Heri-ab wia bis zu einer Horizonthöhe von 2,1° sichtbar. Der scheinbare Auf- oder Untergang erfolgt gegenüber dem tatsächlichen Auf- oder Untergang etwa 12 bis 15 Minuten später beziehungsweise früher.